# حدائق الأهرام
حدائق الأهرام تقع في  محافظة الجيزة بجمهورية مصر العربية  علي بعد 2.5 كيلو من ميدان الرماية بالهرم -منطقة الفنادق- أمام اهرامات الجيزة وتمثال أبو الهول بحيث ترتفع عن سطح البحر 180 متر و60 متر عن منسوب نهر النيل كما إنها على بعد خمس دقائق من المنطقة التجارية بشارع فيصل وشارع الأهرام الرئيسي وكذلك فهي تتوسط الطريق الدائري ومحور المنيب مما ييسر الانتقال بين مناطق القاهرة والجيزة كما تقع حدائق الأهرام أمام مدخل المنطقة السياحية الجديد وأمام المتحف المصري الكبير وأمام مدرسة مصر للغات وعلى بعد 15 دقيقة من دريم بارك.

## الموقع العام والمساحة
يحدها جنوباً طريق القاهرة الواحات الصحراوي ويحدها شمالاً وغرباً الطريق الدائري القوس الغربي ويحدها شرقاً طريق القاهرة الفيوم الصحراوي .
مساحة الحدائق طبقا للعقد المسجل 1400 فدان المسطح العام لمدينة الحدائق بعد استيلاء ملاك الأراضي علي حرم طريق القاهرة الفيوم وطريق القاهرة الواحات 1557 فدان تم تقسمهم إلى 5041 قطعة مساحة أراضى الخدمات 421567 متر مربع  مقسمة إلى مستشفي ـ خزان مياه ارضي وعلوي ، وحدة محلية ،موقف اتوبيس ـ إسعاف ـ مدرسة ابتدائي واعدادي وثانوي ـ مجمع تعليمي ـ 110مسجد ـ قسم شرطة ـ مطافي ، بريد وسنترال ـ مركز رياضي ـ حدائق .
نسبة الشوارع بالمدينة 48.4 % من إجمالي مساحة الأرض .

## التقسيم
تقسم مدينة هضبة الأهرام إلى ستة عشر منطقة تحمل كل منطقة منها اسم حرف من الأبجدية العربية هي منطقة أ، ب، ج، د، هـ، و،ز، ح، ط، ك، ل،م، ن، س، ص، ع .

### البوابات
يتم الدخول إلى تلك المناطق من خلال أربعة بوابات تتخلل بنسب متساوية السور الخارجي المحيط بالمدينة والمكون بدورة حرما خاصا بالمدينة ذو أمن وحراسة.
تحمل كل منها اسم ملك من ملوك مصر القديمة وهي كالاتي مرتبة من الأولي إلى الرابعة : بوابة خوفو، بوابة خفرع، بوابة منقرع وبوابة مينا.
بالإضافة إلى بوابتين تم إنشائهما لاحقا هما بوابة أحمس (تقع بين بوابة خوفو وبوابة خفرع) وبوابة حورس (تقع بين بوابة منقرع وبوابة مينا)
الخدمات والمحلات التجارية بأسواق منفصلة عن المناطق السكنية ذلك حيث أنها مجمعة داخل مناطق مخصصة للأغراض التجارية بواقع منطقة تجارية تتوسط كل منطقة من المدينة ذلك بالإضافة إلى المدارس وفندق 7 نجوم ونادي اجتماعي ورياضي بالإضافة لخدمات أخرى.
نتيجة الفساد وضعف الرقابة قام الكثير من المقاولين بمخالفة قوانين البناء، إما بعدم الالتزام بمساحة البناء أو ببناء أدوار مخالفة وبالتالي قام هذا بالتأثير على خدمات الكهرباء وغيرها من البنية الأساسية.

## مميزات
تتميز حدائق الاهرام بعدم تجاوز ارتفاع المباني السبعة طوابق حيث أنه وفي الغالب يتراوح ارتفاع المباني بين الأربعة والسبعة طوابق تبعا لارتفاع المنطقة ذلك بالإضافة إلى أن البناء غير مسموح علي أكثر من 60% من مساحة الأرض الكلية وتخصص المساحة الباقية كمسطحات خضراء وممرات تحيط بالمبني من الجهات الأربع يحدها سور خارجي مكونا حرما خاصا بالمبني الأمر الذي يوفر الخصوصية لسكان المنطقة.